# Případ pro zvláštní skupinu
Případ pro zvláštní skupinu je šestidílný československý kriminální televizní seriál, natočený podle skutečných kriminálních případů.
Seriál není příliš známý: vznikl v roce 1989, kdy Československo „žilo“ Sametovou revolucí, a tak tento krimiseriál s komediálním nádechem se na obrazovky ČST nedostal a svou premiéru si odbyl až v roce 2003 na komerční stanici TV Prima.
Důvodem, proč seriál nebyl v roce 1990 nasazen do vysílání, měla být osoba scenáristy seriálu. Tím byl Antonín Prchal, dřívější důstojník StB, který psal špionážní a detektivní prózy a scénáře pod uměleckým pseudonymem Ivan Gariš.
Volně navázal na předchozí kriminální seriál Malý pitaval z velkého města, oproti němuž změnil sestavu hlavního týmu kriminalistů, zachoval však koncept uzavřených jednotlivých případů propojených jen hlavními osobami.
Návaznost je pouze tematická a s předchůdcem fikčně nesouvisí. Někteří herci si zahráli v obou seriálech, ale jiné role. Například Pavel Zedníček a Jiří Krampol v seriálu Malý pitaval z velkého města představovali kriminalisty, ale ve 4. díle seriálu Případ pro zvláštní skupinu stáli na druhé straně zákona jako úplně jiné postavy. 

## Seznam dílů
1. Noční chodec: Po Praze se množí vraždy bez zřejmého klíče a motivu. Pouze v okolí místa činu je vždy spatřen muž na procházce se psem. A nakonec se motiv najde: mužův nadějný zeťák totiž při hře s podvodnými skořápkáři prohrál peníze na auto a spáchal sebevraždu. Jeho budoucí tchán se tedy rozhodl pomstít jeho smrt vražděním podvodníků. Premiéra 7. prosince 2003
2. Zlaté víkendy: V Praze přibývají vloupání do bytů se stejným stylem: vždy jde o víkendově opuštěný byt. Řady poškozených se množí a až mnohem později se zjistí, že skutečným pachatelem je první z řady poškozených – ten totiž sám sebe okradl v domnění, že se tím stane pro muže (a ženy) zákona neviditelným... Premiéra 14. prosince 2003
3. Veronika a páv: Stopařka Veronika, drobná příživnice, objeví na dálničním odpočívadle zavražděného muže a okrade ho kromě peněz i o drobný šperk: řetízek se zlatým přívěskem páva. Ten má však na rubu vyryté věnování a to nakonec dovede kriminalisty k odhalení pašeráků a prodejců pornokazet. Premiéra 21. prosince 2003
4. Král se zlobí: Kriminalisté jsou nuceni řešit zároveň několik věcí: objev falešných dolarů, fingované přepadení místního veksláckého krále a ztrátu divadelní rekvizity – pistole. Ta jediná se nakonec nenajde, ale jako pachatel podvodů s dolary je usvědčen a zadržen západoněmecký občan Heinz Weiner. Premiéra 28. prosince 2003
5. Přepadení: V Praze se připravuje přestěhování jednoho klenotnictví. V této souvislosti si jej vytipuje skupinka zahraničních gangsterů, kteří se právě při stěhování pokusí o loupež v západním stylu. Premiéra 4. ledna 2004
6. Neznámá kráska a myslitel: Tento díl je částečně rekonstrukcí skutečného zločinu. Kriminalisté řeší krádež tří obrazů z Národní galerie. Ty jsou nakonec zachráněny, skuteční pachatelé sice ve skutečnosti nalezeni nebyli, ale v televizním seriálu ano. Premiéra 7. ledna 2004

## Osoby a obsazení
V hlavních rolích
| Josef Vinklář  | náčelník pplk. Bouda                |
| Josef Somr     | kriminalista mjr. Josef Drnek       |
| Tereza Brodská | kriminalistka JUDr. Kateřina Jánská |
| Jiří Schmitzer | kriminalista Kotek                  |

V dalších rolích
- Roman Skamene
- Jana Štěpánková – profesorka
- Evelyna Steimarová
- Jiří Kodet – vrchní Kasík
- Petra Černocká – Jájina
- Vítězslav Jandák
- Karel Šíp – Jeřábek
- Michal Suchánek – student
- Jan Hartl
- Martin Dejdar
- Gabriela Wilhelmová
- Jan Vlasák
- Jana Vaňková
- Miloslav Štibich
- Oldřich Velen
- Andrea Čunderlíková – barmanka
- Jiří Klem
- Dalimil Klapka
- Libuše Štědrá
- Stanislav Aubrecht
- Karel Augusta ml.
- Stanislava Bartošová
- Ilona Jirotková
- Klára Jirsáková
- Milan Klacek
- Karel Polišenský
- Arnošt Proschek
- Lída Vostrčilová
- Alois Švehlík
- Věra Kalendová
- Miriam Kantorková
- Valentina Thielová
- Mirko Musil
- Václav Kotva
- Antonín Jedlička
- Vlastimil Bedrna
- Zuzana Bydžovská
- Jiřina Bohdalová
- Zdeněk Řehoř
- Stella Zázvorková
- Otto Šimánek
- Jaroslava Obermaierová
- Miroslav Moravec
- Marcela Martínková
- Jiří Schwarz
- Monika Hladová
- Adolf Filip
- Jan Víšek
- Zdeňka Černá
- Zdeněk Ornest
- Veronika Jeníková
- Břetislav Slováček
- Ljuba Skořepová
- Zdeněk Srstka
- Jiří Pomeje
- Josef Bek
- Karel Greif
- Oldřich Vlach
- Jiří Knot
- Věra Tichánková
- Jan Čenský
- Stanislav Fišer
- Otto Lackovič
- Ivanka Devátá
- Jaroslav Tomsa
- Miroslav Saic
- Vítězslav Jirsák
- Vladimír Salač
- Zuzana Burianová
- Zdeněk Dolanský
- Roman Hájek
- Jiří Hálek
- Ludmila Roubíková
- Rudolf Stärz
- Robert Vrchota
- Jiří Wohanka
- Pavel Zedníček
- Jiří Krampol
- Jan Kanyza
- Jiří Lír
- Zlata Adamovská
- Jiří Císler
- Eliška Balzerová
- František Husák
- Miroslav Vladyka
- Miloš Kopecký
- Božena Böhmová
- Stanislav Tříska
- Jiřina Jelenská
- Karel Bělohradský
- David Schneider
- Marcel Rošetzký
- Vlastimil Fišar
- Miluše Šplechtová
- Miroslav Babuský
- Petr Drozda
- Jiří Cimický
- Miroslav Homola
- Běla Jurdová
- Ladislav Kazda
- Petr Oliva
- Jan Hraběta
- Martin Růžek
- Pavel Nový
- Věra Kubánková
- Jana Paulová
- Taťjana Medvecká
- Lubomír Kostelka
- Oldřich Musil
- Alexandra Tomanová
- Igor Smržík
- Jan Vágner
- Jolana Maurerová
- Karel Hlušička
- Jaroslav Kepka
- Ferdinand Krůta
- Bedřich Prokoš
- Ilja Racek
- Dana Batulková
- Jana Drbohlavová
- Karel Engel
- Bohumil Koška
- Marie Marešová
- Jiří Mikota
- Soběslav Sejk
- Svatopluk Skládal
- Rudolf Vodrážka
- Jan Teplý st.
- Jiří Langmajer
- Karel Augusta st.
- Antonín Molčík
- Alena Kreuzmannová
- Petr Pelzer
- Uršula Kluková
- Josef Větrovec
- Martin Stropnický
- Blažena Holišová
- Marie Rosůlková
- Ivo Niederle
- Eva Jiroušková
- Karel Urbánek
- Václav Helšus
- Karel Koloušek
- Zuzana Fišárková
- Ladislav Šimek
- František Hanzlík
- Jiří Havel
- Jiří Ouhleda
- Vít Pešina
- Roman Hemala
- Ludvík Pozník
- Ema Skálová